# Aigle de Cassin
Aquila africana
Espèce
Statut de conservation UICN

 LC  : Préoccupation mineure
Synonymes
- Limnaetus africanus Cassin, 1865 (protonyme)
- Spizaetus africanus (Cassin, 1865)
- Hieraaetus africanus (Cassin, 1865)

Statut CITES
L'Aigle de Cassin (Aquila africana) est une espèce de rapace de la famille des Accipitridae. C'est un aigle de taille relativement petite, dont les pattes couvertes de plumes marquent l'appartenance à la sous-famille des Aquilinae ou aigles bottés. Dépendant des forêts, il vit dans les forêts tropicales primaires dans l'ouest, le centre et (plus marginalement) l'est de l'Afrique, où il se nourrit principalement d'oiseaux et d'écureuils arboricoles.
Le nom de cet oiseau commémore l'ornithologue américain John Cassin (1813-1869), qui l'a décrit pour la première fois en 1865.
À cause de la destruction de son habitat, sa population est en fort déclin, mais il est toujours considéré par l'UICN comme une espèce de préoccupation mineure.

## Description
L'Aigle de Cassin adulte est un petit aigle avec des ailes courtes et arrondies, et une longue queue arrondie. Son dos est brun foncé avec des taches blanches, sa queue est brune et porte trois bandes noires et une large bande sous-terminale noire. Les tarses sont blancs avec des stries noires, et le ventre est blanc, parfois avec des taches noires sur les côtés de la poitrine. Les yeux sont d'un brun jaunâtre, les cires et les pieds sont jaune pâle, et le bec est noir. Le plumage des juvéniles et des immatures est très différent de celui des adultes. Ils ont typiquement la tête brune ou rousse avec des lores sombres et des stries noires sur la gorge et sur le haut du crâne. Le dessous est blanc, la poitrine roussâtre avec de discrètes taches sombres, tandis que le ventre et les flancs sont desnément tachetés de noir. La queue est gris foncé avec le bout blanc et des barres sombres, et les ailes sont brun sombre avec des secondaires à bout blanc. En vol, le juvénile a des couvertures pâles sous les ailes, alors que celles de l'adulte sont sombres, avec une bande noire à l'arrière de l'aile. Quand l'immature acquiert son plumage adulte, il devient plus sombre sur le dessus et plus blanc sur le dessous.
L'Aigle de Cassin est de petite taille, et dans sa classification actuelle, il est la plus petite espèce du genre Aquila. Sa longueur est comprise entre 50 cm et 56 cm et son envergure entre 103 cm et 113 cm. Il pèse entre 0,9 kg et 1,2 kg. Il présente un fort dimorphisme sexuel : les femelles sont beaucoup plus grandes que les mâles.

## Taxonomie
La taxonomie de l'Aigle de Cassin a fluctué depuis sa première description et reste incertaine. Par le passé, la taxonomie générale des aigles s'est basée sur des ressemblances morphologiques comme les motifs du plumage ou la présence de plumes sur les tarses. L'Aigle de Cassin a ainsi été classé, sans ordre particulier, dans les genres Limnaetus, Phoeoaetus, Cassinaetus, Hieraaetus, et Spizaetus. Il a été reclassé dans le genre Hieraaetus quand le genre Spizaetus a été restreint aux rapaces de l'écozone néotropique, mais des études sur l'ADN mitochondrial montrent que les deux genres sont paraphylétiques, et que l'Aigle de Cassin forme un clade avec les aigles plus grands du genre Aquila,,. Ses deux plus proches parents sont l'Aigle de Bonelli (Aquila fasciata) et l'Aigle fascié (Aquila spilogaster), qui appartenaient aussi par le passé au genre Hieraaetus, et qui forment ensemble un sous-clade distinct des Aquila. Les ressemblances visuelles avec d'autres espèces de rapaces pourraient être expliquées par l'évolution convergente mais des études restent à faire sur la phylogénie des Aquilinae en général, des changements de classement sont donc encore possibles dans l'avenir.

## Répartition
Cet oiseau vit en Afrique équatoriale, à l'ouest, au centre et plus marginalement à l'est, du Sierra Leone à l'ouest de l'Ouganda et du bassin du Congo au nord de l'Angola. Confiné aux forêts tropicales primaires, l'Aigle de Cassin était sûrement plus répandu dans le passé, mais son habitat s'est réduit à la suite de la destruction des forêts de Guinée et du Congo. Des observations répétées d'individus dans la forêt d'Imenti au Kenya et dans la forêt de Ndundulu en Tanzanie sont considérées comme des preuves biogéographiques d'anciens liens entre les forêts désormais isolées de l'Est de l'Afrique et celles de l'Ouest.
L'affinité de l'Aigle de Cassin avec les forêts primaires est telle que sa population diminue rapidement même dans les forêts légèrement dérangées, et il est complètement absent des forêts secondaires et des biomes ouverts.

## Écologie
Les détails de l'écologie et du comportement de l'Aigle de Cassin, comme de la plupart des rapaces similaires, sont peu connus car l'espèce est discrète et ne s'observe pas facilement, et ne peut souvent être vue que quand elle s'envole au-dessus de la canopée. Son habitat, la forêt tropicale primaire, est notoirement difficile à explorer, ce qui rend les observations et les études extrêmement ardues. Avant 1970, il n'y avait pratiquement aucune information sur sa reproduction, mais depuis, plusieurs études ont permis de découvrir quelques détails.
Le mâle et la femelle participent tous les deux à la construction du nid avec des branches. Il se situe à environ 25 m du sol, en haut d'un arbre, et est recouvert de feuilles fraîches. La ponte est constituée d'un ou deux œufs, et a lieu entre octobre et décembre au Ghana et au Gabon, et en décembre en Ouganda. L'Aigle de Cassin se reproduit annuellement. Le temps d'incubation est inconnu, mais il se situe probablement entre 40 et 45 jours. Les aiglons, une fois qu'ils ont leurs plumes, passent la plupart de leurs journées hors du nid, à sauter et voler sur de courtes distances entre les branches de l'arbre. L'âge de l'envol est estimé entre 70 et 100 jours, et le temps total entre la construction du nid et l'indépendance des jeunes est d'environ 260 jours, ce qui est similaire à d'autres espèces de la sous-famille Aquilinae.
Le contenu de l'estomac de quelques spécimens a été analysé, et contenait des restes d'oiseaux et d'écureuils arboricoles mais il est possible que d'autres vertébrés fassent partie du régime de l'Aigle de Cassin. Les aigles s'envolent au-dessus de la canopée de la forêt et repèrent leurs proies depuis les airs avant d'entamer l'attaque.

### Mimétisme
L'Aigle de Cassin est présumé faire partie d'un ensemble de mimétisme où il a servi de modèle au Serpentaire du Congo (Circaetus spectabilis). C'est l'un des deux systèmes indépendants de mimétisme impliquant des serpentaires, l'autre étant l'imitation de l'Autour de Henst (Astur henstii) par le Firasabé de Madagascar (Eutriorchis astur) sur l'île de Madagascar. Ces systèmes de mimétisme sont inhabituels par le fait qu'ils impliquent des espèces prédatrices similaires en matière de plumage mais aussi de taille et de proportions. L'Aigle de Cassin et le Serpentaire du Congo ont cependant des régimes alimentaires très différents, le premier se nourrissant d'oiseaux et de petits mammifères, l'autre principalement de reptiles comme les serpents. S'il s'agit bien de mimétisme, il peut avoir eu lieu parce qu'il donne un avantage au serpentaire, ses proies ne se méfiant pas de l'Aigle de Cassin prédateur d'oiseaux, ou peut-être parce qu'il diminue le risque de prédation du modèle ou de son imitateur, ou parce qu'il diminue le risque de houspillage par les oiseaux plus petits. Cependant, il n'est pas impossible que cette ressemblance soit due au hasard ou à la convergence évolutive en matière de couleurs de deux espèces partageant le même habitat.

## Statut de conservation et menaces
L'Aigle de Cassin est catégorisé comme espèce de préoccupation mineure par BirdLife International et par l'UICN. Malgré une population en déclin, estimée entre 1 000 et 10 000 individus, l'Aigle de Cassin a une répartition géographique large et le déclin de sa population n'est pas assez sévère pour qu'il soit considéré comme une espèce vulnérable. Parce qu'il dépend des forêts primaires et à cause de la destruction inégale de son habitat dans les différents pays d'Afrique, l'Aigle de Cassin est régionalement menacé, et a besoin de nouvelles études de sa population pour établir précisément son statut et les effets de l'altération de son habitat par l'humain. En 1985, Jean-Marc Thiollay suggère de limiter l'abattage d'arbres à de petites zones de forêt bien précises pour éviter une dégradation trop importante, mais cette stratégie a peu de chances d'être appliquée si elle ne fait pas l'objet d'une loi, à cause de ses conséquences économiques.